# Mattias Eriksson
Mattias Eriksson (...) è un giocatore di football americano svedese che milita nel ruolo di linebacker per i Carlstad Crusaders.
In precedenza ha giocato per gli Wilfrid Laurier Golden Hawks e per i Kuopio Steelers.

## Palmarès
- 3 SM-Final (Carlstad Crusaders, 2017, 2020, 2024)